# Contea di Renhua
La contea di Renhua (仁化县S, Rénhuà XiànP) è una contea della Cina, situata nella provincia del Guangdong e amministrata dalla prefettura di Shaoguan.